# Potok (powiat Rużomberk)
Potok – wieś i gmina (obec) w powiecie Rużomberk, kraju żylińskim, w północnej Słowacji. Wieś po raz pierwszy wzmiankowana w 1273 roku jako Medekus, lokowana w roku 1286 pod nazwą Medekus Potoka.
Miejscowość położona jest na Kotlinie Liptowskiej w dolinie niewielkiego potoku uchodzącego do Wagu.

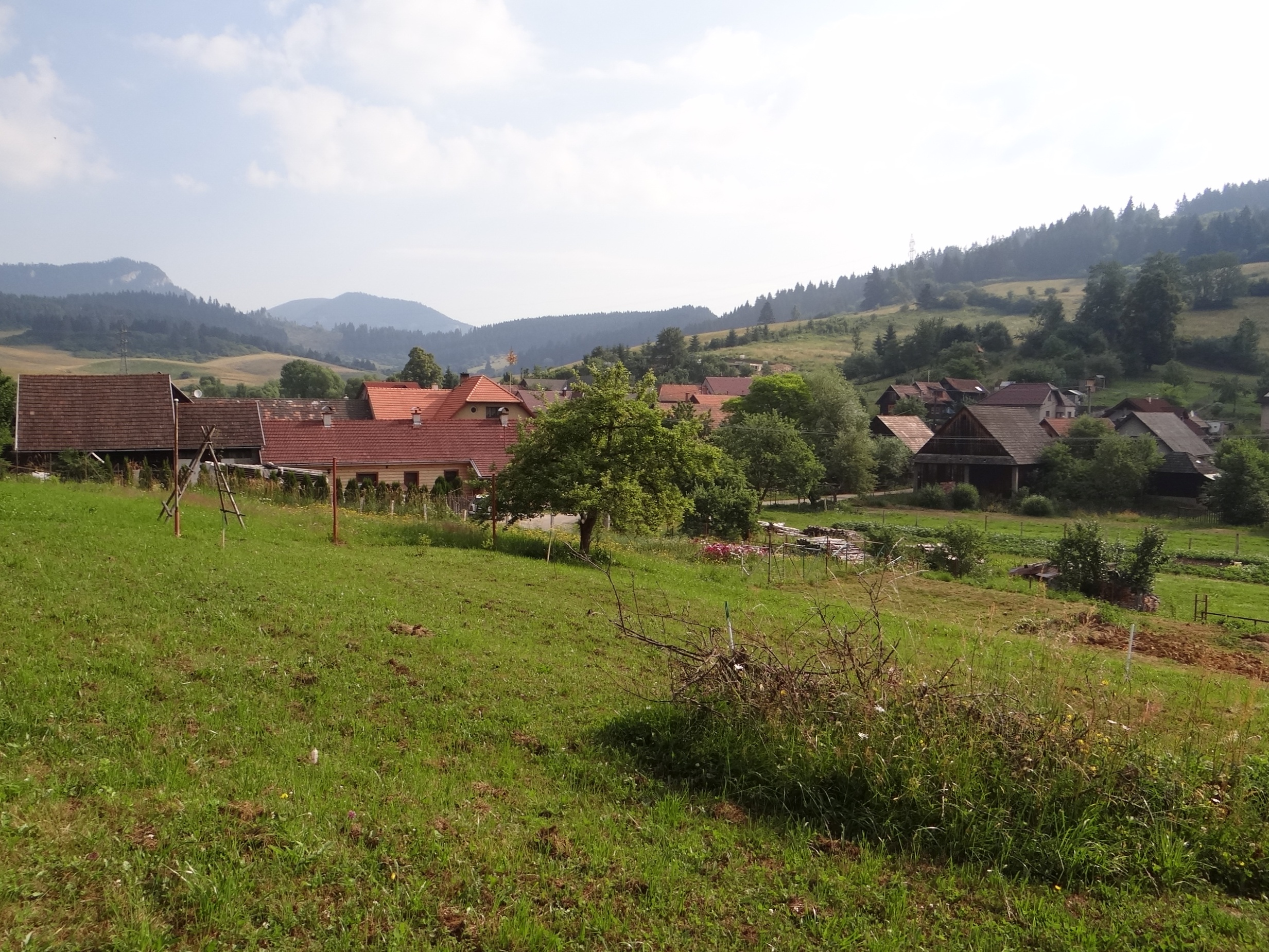
Potok i widok na Góry Choczańskie